# Viking-klass
Viking-klassen är en svensk fartygsklass som består av tre fartyg. Fartygen används huvudsakligen som offshorefartyg men har under stränga vintrar också satts in som isbrytare i Östersjön. Fartygen har ägts och drivits av Viking Supply Ships AS. De levererades år 2000–2001 från varvet Havyard Leirvik i Norge. De såldes i augusti 2018 till Kanada.
En utredning år 2004 visade att fartygen även skulle kunna användas av kustbevakningen som utsjöbevakningsfartyg. Detta blev emellertid aldrig blivit verklighet, utan Kustbevakningen anskaffade i stället nya fartyg, 001-serien.

## Bakgrund
I slutet av 1990-talet bestod Sveriges isbrytarflotta av fartyg som endast kunde användas som isbrytare. Större delen av året låg de oanvända och vid milda vintrar användes vissa inte alls. De krävde emellertid ändå underhåll vilket inte var fördelaktigt ur ett ekonomiskt perspektiv. Då isbrytarna Tor och Njord, som byggdes på 1960-talet, närmade sig pensionsåldern och behövde ersättas, tittade man på hur man ekonomiskt skulle kunna effektivisera isbrytningen. Finland hade på 1990-talet byggt en typ av fartyg som på vintern användes som isbrytare och under övriga delen av året användes de som offshorefartyg, exempelvis kabelläggare. Detta låg som förebild då Viking-klassen utformades.

## Utformning

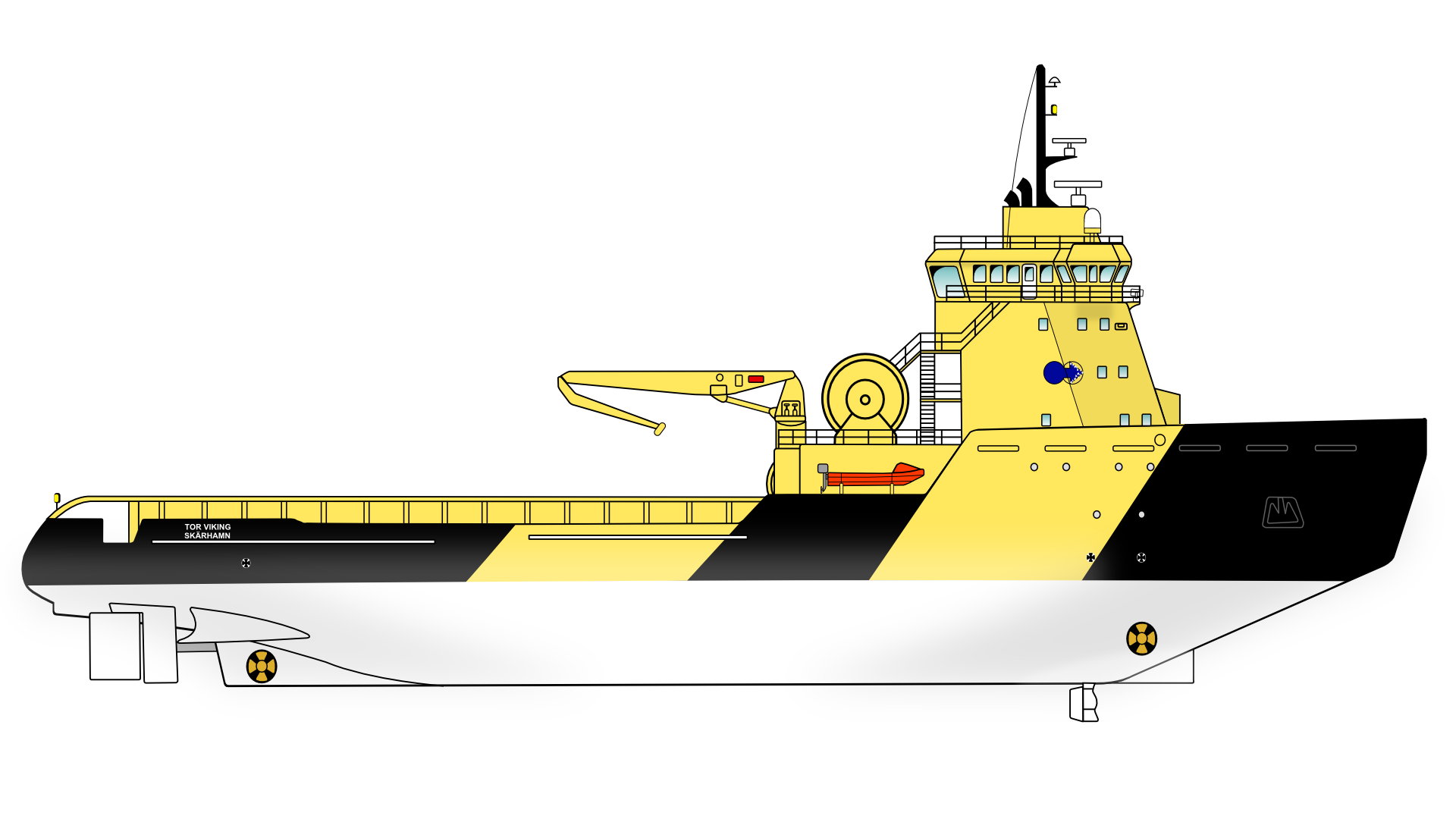
Schematisk ritning av fartygen.

Fartygen byggdes främst som offshorefartyg men utformades även för att kunna användas som isbrytare. Därför har de ingen bulb i fören utan istället den typ av sluttande stäv som andra isbrytare har. Det gör att fartyget vid gång i is "klättrar" upp på isen så att dess tyngd hjälper till att bryta isen under sig.
Viking-klassen har även som andra isbrytare ett krängningssystem som består av ballasttankar längs sidorna som är sammankopplade med rör, som man genom att pumpa vatten från sida till sida kan använda för att få fartyget i gungning. Detta gör att fartygen, om de frusit fast, kan krossa isen under sig och därmed komma loss. Fartygen är även utrustade med vattenspolning, vilket innebär att vatten spolas ut i fören. På så vis minskas friktionen mellan isen och fartygets skrov.

## Användning

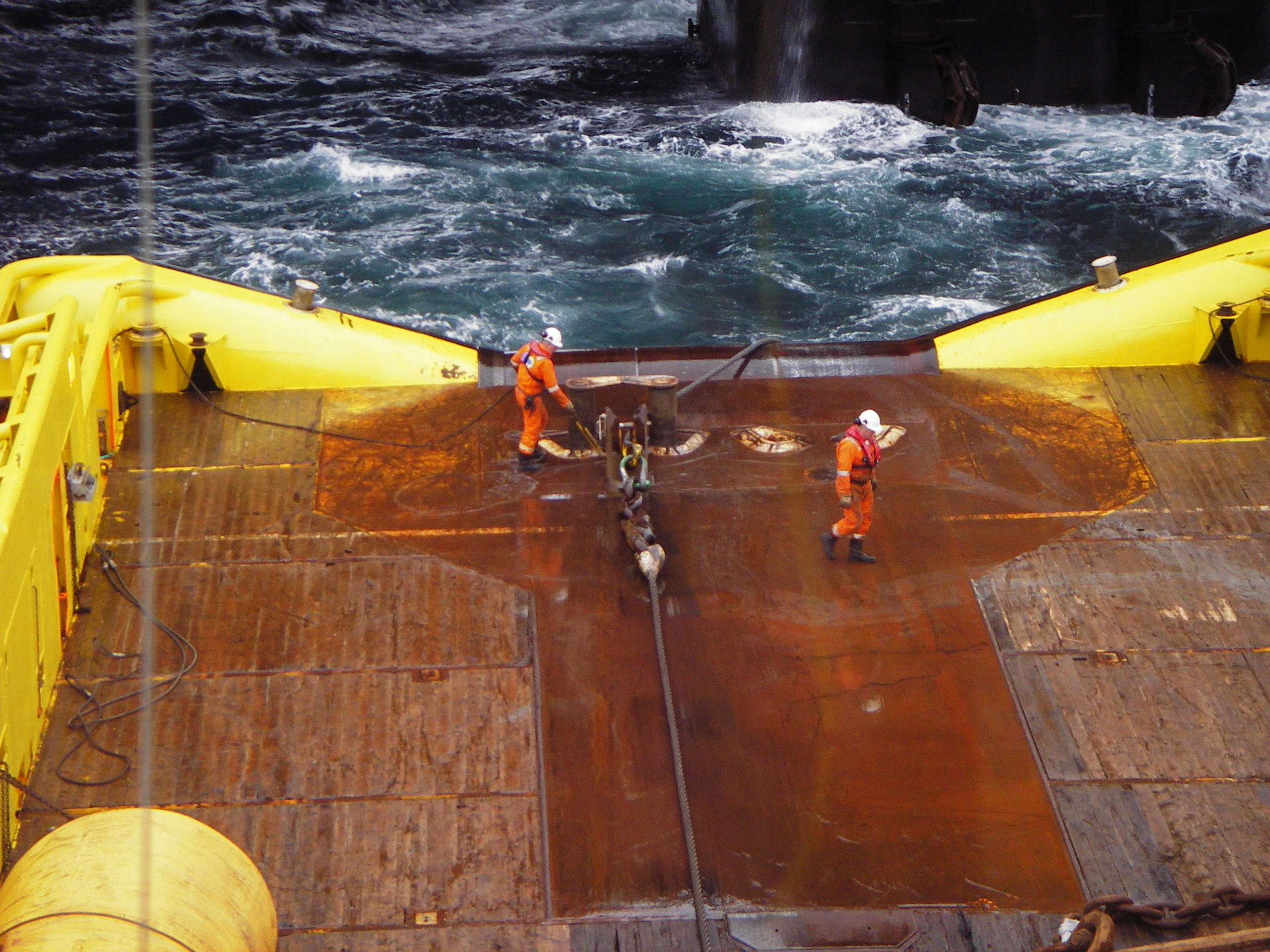
Balder Viking under ankarhantering.

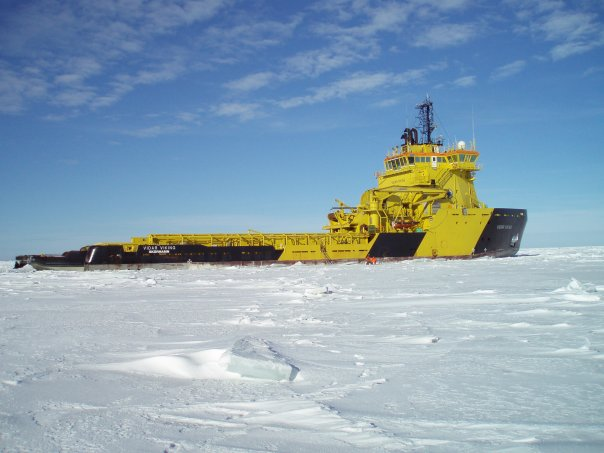
Vidar Viking som isbrytare i Östersjön.

### Offshore
Fartygens främsta användningsområde är som AHTS-fartyg i Nordsjön. AHTS står för Anchor Handling Tug Supply vilket innebär att de kan användas som ankarhanteringsfartyg, bogserbåt samt supplyfartyg.
Ankarhantering innebär att fartygen används för att fästa oljeriggars ankare på botten. Oljeriggar hålls på plats av flera stora ankare som sitter flera hundra meter ifrån riggen. För att lyckas fästa dessa bogseras de ut från riggen av ankarhanteringsfartyg som sedan sänker ned dem på botten. Fartygen kan även användas som bogserfartyg för att förflytta riggar på havet. Att de även är supplyfartyg innebär att de har tankar i vilka de kan medföra förnödenheter till riggar, såsom dricksvatten, brännolja samt betong, vilket används för att fylla igen borrhål.

### Isbrytning
Under lindriga vintrar behöver Viking-klassen över huvud taget inte tas in i isbrytartjänst. Under vad som klassas som en normal vinter behövs ett fartyg och under stränga vintrar krävs att alla tre används som isbrytare.
Innan isbrytningverksamhet påbörjas måste fartygen utrustas med bogserklykor för att kunna bogsera fartyg. Dessa finns på Öresundsvarvet i Landskrona där även en helikopterplatta, som kan monteras på ett av fartygen, finns.
Ett fartyg ur Vikingklassen, Vidar Viking, deltog år 2004 tillsammans med den svenska isbrytaren Oden och den ryska Sovjetski Sojuz i en forskningsexpedition i Arktis.